# Rhipicephalus cuspidatus
Rhipicephalus cuspidatus är en fästingart som beskrevs av Neumann 1906. Rhipicephalus cuspidatus ingår i släktet Rhipicephalus och familjen hårda fästingar. Inga underarter finns listade i Catalogue of Life.